# تشو شونغ تين
ولد تشو شونغ تين في 6 يونيو 1933  كان الطالب الثالث لمعلم الفنون القتالية ييب مان الذي قام بتعليمه الوينج تشون.

## حياته وتعلمه للوينج تشون
انتقل تشو إلى هونغ كونغ في نوفمبر 1949 وبدأ في تعلم الوينج تشون بشكل غير رسمي في سبتمبر 1950. كان تشو البالغ من العمر 17 عامًا يعمل سكرتيرًا في مطعم أقام فيه ييب مان دروس تعليمية لتعليم الوينج تشون وبعدها أصبح تشو الطالب الرسمي لـييب في يناير 1951. بما أن صحة تشو لم تكن جيدة، فقد قام بإنشاء أسلوب جديد من الأسلوب.  قام بتدريس طلاب مختارين من جميع أنحاء العالم، على الرغم من أنه اعتبر نفسه متقاعدًا،فقد قبل الطلاب لغرض تعليمهم الفورم الذي قام بإنشاءه الذي يدعى لـ نيم ليك لضمان بقاء الأسلوب.
كتب كتاب وأنتج أقراص فيديو تعليمية. 
وهو معروف باسم «ملك سيو نيم تاو» وهو الأسلوب الأساسي في الوينج تشون. يعتقد تشو أنه يجب منح وقت أطول لممارسة السيو نيم تاو من التشوم كيو و البيو جي.